# Chruszczobród
Chruszczobród – wieś w Polsce położona w województwie śląskim, w powiecie zawierciańskim, w gminie Łazy.
W latach 1954–1972 wieś należała i była siedzibą władz gromady Chruszczobród. W latach 1975–1998 miejscowość należała do województwa katowickiego.

## Położenie
Chruszczobród leży w południowo-zachodniej części Wyżyny Krakowsko-Częstochowskiej. Przez miejscowość przepływa struga Mitręga, wzdłuż której znajdują się zabudowania. Graniczy od południowego zachodu z Dąbrową Górniczą, od północy z gminą Siewierz.

## Historia
Nazwa prawdopodobnie wywodzi się od słów chrust i bród.
Pierwsza wzmianka o miejscowości pochodzi z roku 1224 z dokumentu biskupa krakowskiego Iwo Odrowąża. Od 1443 r. wieś leżała w granicach księstwa siewierskiego, które po Sejmie Czteroletnim zostało wcielone do Rzeczypospolitej.
Nazwę miejscowości w zlatynizowanej formie Chroschczebrod wymienia w latach (1470–1480) Jan Długosz w księdze Liber beneficiorum dioecesis Cracoviensis. Z miejscowością wiąże się nazwisko Mikołaja Mirzowskiego wymienianego przez Długosza jako właściciela miejscowości.
Po III rozbiorze Polski wieś znalazła się w zaborze pruskim.
Później została włączona do Księstwa Warszawskiego.
Po kongresie wiedeńskim Chruszczobród znalazł się w granicach imperium rosyjskiego.

## Zabytki
Parafia pw. św. Stanisława Biskupa (parafia ustanowiona 9 maja 1459 przez biskupa krakowskiego Tomasza Strzempińskiego). Kościół Nawiedzenia NMP zbudowany w 1734 na miejscu wcześniejszego kościoła drewnianego. Początkowo kościół był utrzymany w stylu barokowym, lecz jego późniejsze przebudowy w 1894–1915 zniekształciły jego początkowy charakter (obiekt jest wpisany do rejestru zabytków, nr rej. A/727/2020). We wnętrzu na uwagę zasługuje barokowe wyposażenie, m.in. ołtarz główny z wizerunkiem Matki Bożej Śnieżnej oraz boczne z przedstawieniem Chrystusa Ukrzyżowanego i św. Antoniego z Padwy. Na cmentarzu przykościelnym znajduje się marmurowy obelisk na grobie generała Gabriela Taszyckiego, uczestnika insurekcji kościuszkowskiej.

## Komunikacja
Wieś leży na trasie dawnej kolei Warszawsko-Wiedeńskiej.
Przez miejscowość przebiega droga wojewódzka nr 796.
W miejscowości znajduje się stacja PKP. Oprócz tego połączenia, kursuje autobus ZTM oraz bus PKM Olkusz.
W odległości ok. 25 km znajduje się lotnisko Katowice-Pyrzowice.

## Rekreacja
Bliskość Jury Krakowsko-Częstochowskiej powoduje, że miejscowość jest doskonałym miejscem wypadowym na trasy piesze i rowerowe. Otaczające lasy stanowią dobre miejsce na grzybobranie. W miejscowości znajduje się ośrodek jeździecki.

## Ludzie związani z Chruszczobrodem
- Ireneusz Skubiś
- Gabriel Taszycki